# Nabila Jami
Pour les articles homonymes, voir Jami (homonymie) et Nabila.
Nabila Jami, née en 1978, est une athlète tunisienne. 

## Biographie
Nabila Jami est médaillée d'or du 400 mètres haies et médaillée de bronze du 400 mètres aux championnats panarabes juniors de 1996.
Elle est médaillée de bronze du 400 mètres haies aux Jeux panarabes de 1997 à Beyrouth et aux championnats d'Afrique 2000 à Alger.
Elle est sacrée championne de Tunisie du 100 mètres haies en 2000 et 2001 et championne de Tunisie du 200 mètres haies en 1997, 1998, 1999 et 2000.